# Internet w Korei Północnej
Internet w Korei Północnej – Korea Północna jest niemal w całkowitej izolacji od reszty świata pod względem dostępu do światowego internetu, mimo to na terenie kraju istnieje publiczna sieć telefoniczna, która nie oferuje dostępu do łączy szerokopasmowych. Jedyny dostęp do internetu ogranicza się poprzez użycie modemu satelitarnego BGAN, oferującego prędkość pobierania oraz wysyłania danych na poziomie 350–500 kbit/s, średni czas odpowiedzi sięga 1–1,5 s, a cena za 1 MB wynosi około 7,50 USD. Przemycenie na teren kraju takiego modemu może się okazać niezwykle trudne.
W 2002 roku Korea Północna, we współpracy z firmą z Korei Południowej, przyczyniły się do otwarcia strony internetowej dotyczącej hazardu i kierowali klientów z południa (hazard w Korei Południowej jest nielegalny), ale niebawem witryna została zamknięta.
Pod koniec 2007 roku Korea Północna otworzyła swój pierwszy sklep internetowy – Chollima.
Korea Północna posiada własną sieć intranetową Kwangmyong, która została uruchomiona w 2000 roku i oferuje dostęp do osobistych kont pocztowych, wyszukiwarki, forów społecznościowych. Pod koniec 2018 roku powstała sieć Mirae (pol. przyszłość), pozwalająca na połączenie się do intranetu bezprzewodowo. Tylko kilka osób z elity rządowej posiada dostęp do globalnego Internetu za pośrednictwem tajnego łącza z Chinami, reszta zmuszona jest do korzystania z Kwangmyong. Kim Dzong II sam przyznał, że uwielbiał surfować po internecie; w 2002 wspomniał, że spędzał wiele czasu na przeglądaniu południowokoreańskich stron internetowych.
Do 2016 roku istniało 28 domen należących do Korei Północnej.